# Guy Bailliart
Guy Bailliart est un homme politique français, membre du Parti socialiste, né le 24 septembre 1946 à Paris. Il devient député à la suite de la nomination de Clotilde Valter au gouvernement en juin 2015.
Il est maire de Cordey de 1989 à 2014 et conseiller général du canton de Falaise-Nord  de 1998 à 2015.